# West Tamar Municipality
Koordinaten: 41° 12′ S, 146° 48′ O

Die West Tamar Municipality ist ein lokales Verwaltungsgebiet (LGA) im australischen Bundesstaat Tasmanien. Das Gebiet ist 689 km² groß und hat etwa 23.000 Einwohner (2016).
Die West Tamar Municipality liegt an der zentralen Nordküste der Insel etwa 195 Kilometer nördlich der Hauptstadt Hobart. Das Gebiet umfasst 28 Ortsteile und Ortschaften: Badger Head, Beaconsfield, Beauty Point, Blackwall, Bridgenorth, Clarence Point, Deviot, Exeter, Flowery Gully, Franford, Glengarry, Gravelly Beach, Greens Beach, Grindelwald, Holwell, Lanena, Legana, Loira, Kayena, Kelso, Notley Hills, Riverside, Robigana, Rosevears, Rowella, Swan Point, Winkleigh und York Town. Der Sitz des Councils befindet sich in Beaconsfield in der Nordhälfte der LGA, wo etwa 1000 Einwohner leben (2016).

## Verwaltung
Der West Tamar Council hat neun Mitglieder. Der Mayor (Bürgermeister), sein Deputy (Stellvertreter) und sieben Councillor werden direkt von den Bewohnern der LGA gewählt. West Tamar ist nicht in Bezirke untergliedert.